# 邦福拉

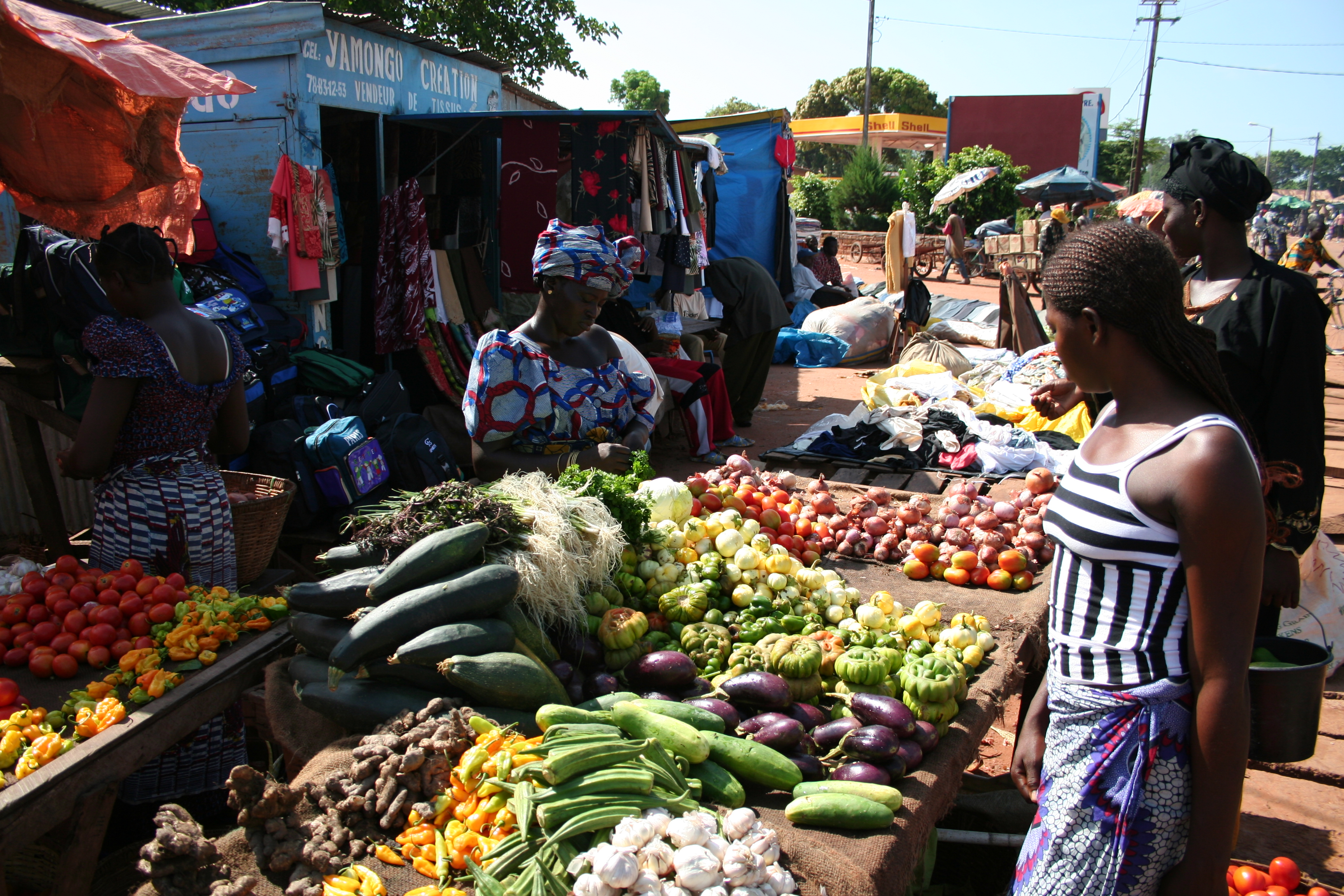
邦福拉

邦福拉（法語：Banfora）是布基纳法索西南部的一座城市，2007年人口63,300。是瀑布大区及其下属的科莫埃省的首府。该城在甘蔗工业区附近发展起来，位于博博迪乌拉索之西南方约85千米。其西北约12公里处有著名自然景点邦福拉瀑布。

## 经济
邦福拉周围有大片甘蔗园，是布基纳法索制糖业的中心。邦福拉还出产植物草本药物及其提取物。此外旅游业也是其经济来源之一。

## 观光
邦福拉西北约12公里处有著名自然景点邦福拉瀑布。附近的腾格雷拉湖是观察河马的著名地点。
班福拉以西约40公里为雷拉巴省的辛杜峰，这是布基纳法索的第二高峰，也是该国著名旅行景点之一。法贝杜古丘陵位于班福拉西北约15公里处，也是著名景点之一。

## 交通
阿比让—瓦加杜古铁路经过该城:18。
邦福拉机场位于该市东北部。